# Swan Quarter
Swan Quarter település az Amerikai Egyesült Államok Észak-Karolina államában, Hyde megyében, melynek megyeszékhelye is. Lakosainak száma 275 fő (2020. április 1.).

## Népesség
A település népességének változása:

| 2010 | 324 |
| 2020 | 275 |